# Silvio Pellico

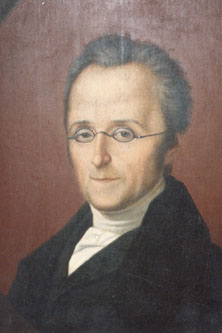
Silvio Pellico.

Silvio Pellico (Saluzzo, 24 juni 1789 – Turijn, 31 januari 1854) was een Italiaans schrijver, dichter, toneelschrijver en patriot.
Pellico verzette zich zijn leven lang tegen de Oostenrijkse overheersing van Italië. De Oostenrijkers verdachten hem van Carbonarisme en sloten hem op in onder andere de Spielberg, de beruchte Piombi in Venetië, en andere gevangenissen. 
Pellico heeft zijn gevangeniservaringen na zijn vrijlating opgetekend in Mijn gevangenissen. Het boek verscheen in 1832. Het boek werd kort daarop ook in het Nederlands vertaald. In 1911 kwam er een nieuwe vertaling uit, gemaakt door Frans Erens. De meest recente vertaling van zijn werk is van april 2017 (Vertaling: Yond Boeke en Patty Krone). Mijn gevangenissen is het verhaal van zijn tien jaar durende lijdensweg. 

Van zijn werk zijn zijn vrome maar naïeve spreuken in "Dei doveri degli uomini" en  vooral zijn in 1832 verschenen herinneringen aan "zijn" gevangenissen in Le mie prigioni van blijvend belang gebleken. Het werk is in de meeste Europese talen vertaald.
- Bibsys: 90630248
- Biblioteca Nacional de España: XX1267965
- Bibliothèque nationale de France: cb120596605 (data)
- Catàleg d'autoritats de noms i títols de Catalunya: 981058520143506706
- CiNii: DA05024389
- Gemeinsame Normdatei: 119238500
- International Standard Name Identifier: 0000 0001 2101 0839
- Library of Congress Control Number: n80164757
- Nationale Bibliotheek van Letland: 000215721
- Bibliotheek van het Japanse parlement: 00525066
- Nationale Bibliotheek van Tsjechië: jn20000604390
- Nationale bibliotheek van Australië: 35834752
- Nationale Bibliotheek van Israël: 987007266441505171
- Nationale en Universitaire bibliotheek Zagreb: 000052512
- Nederlandse Thesaurus van Auteursnamen: 069953090
- Istituto Centrale per il Catalogo Unico: CFIV000836
- LIBRIS: 219887
- SNAC: w6sf4dnf
- Système universitaire de documentation: 02884565X
- Trove: 1108651
- Virtual International Authority File: 46781809
- WorldCat: E39PBJpYyDVrtFyPywGQJkgFrq